# Enrique Basadre Stevenson
Enrique C. Basadre Stevenson  (Tacna, 1848 - Tacna, 22 de febrero de 1935) fue un médico y político peruano. Fue ministro de Gobierno y Policía, así como presidente del Consejo de Ministros, entre 1910 y 1911, durante el primer gobierno de Augusto B. Leguía. Fue también asambleísta constituyente (1919) y senador (1920-1925).

## Biografía
Fue hijo del historiador tacneño Modesto Basadre y Chocano y de la dama de ascendencia escocesa Matilde Stevenson Chocano. 
Cursó su educación primaria en Valparaíso (Chile). Trasladado a Lima estudió en el Colegio Nuestra Señora de Guadalupe. Sus estudios superiores los cursó en la Facultad de Medicina de la Universidad Nacional Mayor de San Marcos (1866-1873). 
Todavía alumno universitario, prestó servicios su patria durante el Combate del Callao del 2 de mayo de 1866, en la torre Junín. Ya graduado como médico, siguió estudios de perfeccionamiento en Europa y pasó a ejercer como cirujano en Santiago de Chile, destacándose en el ejercicio de dicha profesión. Realizó notables operaciones quirúrgicas, como ovariotomías e histeroctomías. Establecido en Lima, dio a conocer los avances de la medicina europea en una serie de artículos publicados en el diario La opinión nacional.
Durante la Guerra del Pacífico prestó meritorios servicios sanitarios, a bordo de la fragata Independencia, siendo uno de los últimos en abandonar este barco cuando naufragó tras el combate de Punta Gruesa del 21 de mayo de 1879. También  estuvo en la defensa de Lima, en la batalla de San Juan y Chorrillos (1881), y posteriormente, en los hospitales de Santa Isabel y San Bartolomé. Mucho tiempo después recordaría que todos esos servicios prestados a su nación los hizo gratis, no habiendo recibido nunca nada.
Finalizada la guerra, en 1884, y asociado con los doctores Manuel R. Ganoza y Agustín Morales, estableció en Lima un gabinete electroterápico para afecciones nerviosas y de la nutrición, por lo que recibió una medalla de oro de la Municipalidad, en 1894.
Ya sexagenario, incursionó en la política a petición de su amigo, el presidente Augusto B. Leguía, entonces en su primer gobierno (1908-1912). Fue así como llegó a ser ministro de Gobierno y Policía, el 3 de noviembre de 1910, en el gabinete presidido por José Salvador Cavero Ovalle, Cuando éste debió renunciar, lo reemplazó en la presidencia del Consejo de Ministros, el 27 de diciembre del mismo año, en medio de una aguda crisis política.
Durante su periodo como ministro se realizaron las elecciones de 1911 para renovar el poder legislativo. El gobierno de Leguía maniobró entonces para imponer a sus candidatos. Con el pretexto de haberse excedido en sus funciones, fue disuelta la Junta Electoral Nacional, por decreto del 18 de mayo de 1911. Para oponerse legalmente a las maniobras gobiernistas, surgió una agrupación parlamentaria llamada El Bloque, conformada por representantes del partido Civil, Constitucional y Liberal. Contaban con obtener la mayoría parlamentaria, pero los días 13 y 14 de julio de 1911, se produjo un grave atentado de lesa constitucionalidad, cuando al instalarse las juntas preparatorias no se dejó ingresar a los representantes opositores. A pesar de no contar con la mayoría ni con el quórum reglamentario, los diputados gobiernistas procedieron a incorporar  a representantes de su misma tendencia, logrando así el gobierno la mayoría parlamentaria. Basadre fue interpelado en la Cámara de Diputados y aunque fue rechazada la moción de censura, tuvo que renunciar a su cargo ministerial.
En 1919, cuando el presidente Augusto B. Leguía dio inicio a su oncenio, La Torre fue volvió a ser elegido senador por el departamento del Cusco pero, esta vez, para la Asamblea Nacional de ese año que tuvo por objeto emitir una nueva constitución, la Constitución de 1920. Continuó su función parlamentaria como senador en el Congreso ordinario y fue reelegido en 1924 y 1929. Fue segundo vicepresidente (1919) y primer vicepresidente (1921) de su cámara.